# Чокто (округ, Оклахома)
Шаблон:StateAbbr_ 34°02′ пн. ш. 95°33′ зх. д. / 34.03° пн. ш. 95.55° зх. д.
Округ  Чокто (англ. Choctaw County) — округ (графство) у штаті  Оклахома, США. Ідентифікатор округу 40023.

## Історія
Округ утворений 1907 року.

## Демографія
За даними перепису 
2000 року 
загальне населення округу становило 15342 осіб, зокрема міського населення було 5442, а сільського — 9900.
Серед мешканців округу чоловіків було 7284, а жінок — 8058. В окрузі було 6220 домогосподарств, 4286 родин, які мешкали в 7539 будинках.
Середній розмір родини становив 2,96.
Віковий розподіл населення поданий у таблиці:
| Стать    | До 15 років | 15-21 | 22-29 | 30-39 | 40-49 | 50-65 | 65-85 | Понад 85 |
| -------- | ----------- | ----- | ----- | ----- | ----- | ----- | ----- | -------- |
| Чоловіки | 1662        | 761   | 628   | 900   | 969   | 1268  | 987   | 109      |
| Жінки    | 1588        | 696   | 707   | 1017  | 1057  | 1425  | 1304  | 264      |

## Суміжні округи
- Пушматага — північ
- Маккертен — схід
- Ред-Ривер, Техас — південний схід
- Ламар, Техас — південь
- Браян — захід
- Атока — північний захід

## Виноски
1. ↑  U.S. Decennial Census. United States Census Bureau. Архів оригіналу за 26 квітня 2015. Процитовано 18 лютого 2015.
2. ↑  Historical Census Browser. University of Virginia Library. Архів оригіналу за 11 серпня 2012. Процитовано 18 лютого 2015.
3. ↑  Forstall, Richard L., ред. (27 березня 1995). Population of Counties by Decennial Census: 1900 to 1990. United States Census Bureau. Процитовано 18 лютого 2015.
4. ↑  Census 2000 PHC-T-4. Ranking Tables for Counties: 1990 and 2000 (PDF). United States Census Bureau. 2 квітня 2001. Процитовано 18 лютого 2015.
5. ↑  State & County QuickFacts. United States Census Bureau. Архів оригіналу за 6 червня 2011. Процитовано 8 листопада 2013. [Архівовано 2011-06-06 у Wayback Machine.](англ.) Наведено за англійською вікіпедією.
6. ↑  American FactFinder. Бюро перепису населення США. Архів оригіналу за 26 лютого 2012. Процитовано 31 січня 2008. [Архівовано 2008-05-21 у Wayback Machine.]

| США | Це незавершена стаття з географії США. Ви можете допомогти проєкту, виправивши або дописавши її. |